# Colonias Pedernales
Colonias Pedernales är en ort i Mexiko.   Den ligger i kommunen Atzalan och delstaten Veracruz, i den sydöstra delen av landet, 230 km öster om huvudstaden Mexico City. Colonias Pedernales ligger 84 meter över havet och antalet invånare är 2 848.
Terrängen runt Colonias Pedernales är platt åt nordost, men åt sydväst är den kuperad. Runt Colonias Pedernales är det ganska tätbefolkat, med 93 invånare per kvadratkilometer. Närmaste större samhälle är Martínez de la Torre, 2,9 km norr om Colonias Pedernales. Omgivningarna runt Colonias Pedernales är en mosaik av jordbruksmark och naturlig växtlighet.